# オーロラ (映画)
『オーロラ』（Aurore）は、2006年のフランスの映画作品。

## キャッチコピー
踊る、ただ一度の恋のため。
それは、踊りを禁じられた国の王女の切なくも美しい恋の物語

## キャスト
- オーロラ姫：マルゴ・シャトリエ（フランス語版）
- 画家：ニコラ・ル・リッシュ
- 王妃：キャロル・ブーケ
- 王：フランソワ・ベルレアン
- ソラル：アントニー・ムノ
- 王の側近：ティボール・ド・モンタランベール
- アブダラ王子：カデル・ベラルビ
- ヌフシャテルの王子：ヤン・ブリダール
- ジパンゴ王国の王子：竹井豊
- 妖精：メラニー・ユレル
- マリ＝アニエス・ジロ
- モニーク・ショーメット
- イリ・ブベニチェク
- オットー・ブベニチェク（イリとは双子）

## スタッフ
- 監督：ニルス・タヴェルニエ
- 製作：エミリー・ジョルジュ
- 脚本：ニルス・タヴェルニエ、ジャン・コスモ、マルジョリーヌ・ノノン、マルク・カンタン
- 撮影：アントワーヌ・ロッシュ
- プロダクションデザイン：エマニュエル・デュプレ
- 衣装：イヴォンヌ・サシノー・ドゥ・ネスル
- 美術：エマニュエル・デュプレ
- 振り付け：カロリン・カールソン
- 音楽：カロラン・プティ
- 音響：フランソワ・サンペ、エマニュエル・ラランド、クリスティアン・フォンテーヌ
- 編集：フロランス・リカール

## 余談
- 主演のマルゴ・シャトリエは、当時パリ・オペラ座バレエ学校の生徒であり、今回が映画初出演・初主演である。
- 画家役のニコラ・ル・リッシュは、オペラ座のエトワールである。元々、彼をイメージして脚本を進めていたのだが、スター・ダンサーである彼の出演は半ば諦められていた。しかし、ニコラ自身が映画とバレエの融合に共感し出演を決めた。

## 漫画
さいとうちほにより漫画化され、『プチコミック』（小学館）に掲載された。単行本『gigolo』に収録。